# 남아프리카 공화국-대만 관계
남아프리카 공화국-대만 관계 또는 남아프리카 공화국-중화민국 관계(1998년 이전)는 중화민국(대만)과 남아프리카 공화국 간의 현재 및 역사적 관계를 의미한다. 중화민국과 남아프리카 공화국은 1949년 수교를 맺었다.
두 나라의 관계는 남아프리카 공화국의 아파르트헤이트 시대 동안 강력했지만 1998년 1월 남아프리카 공화국 대통령 넬슨 만델라가 하나의 중국 원칙에 따라 중화인민공화국을 인정하고 대만을 중국의 일부로 인정하면서 공식적으로 종료되었다. 국교 종료에도 불구하고, ROC와 남아프리카 공화국은 무역 관계를 계속 유지하고 있다. 남아프리카 공화국은 ROC와 관계를 맺은 마지막 강대국이자 G20 국가였다.
공식적인 외교 관계가 없는 상황에서 양국은 이제 사실상의 대사관 역할을 하는 '연락사무소'를 갖게 되었다. 남아프리카 공화국은 현재 타이페이에 남아프리카 공화국 연락사무소가 대표하고 있다. 마찬가지로 대만은 프리토리아에 있는 남아프리카 공화국 타이베이 연락사무소로 대표된다. 케이프타운에도 타이베이 연락사무소가 있다.

## 같이 보기
- 남아프리카 공화국의 대외 관계
- 중화민국의 대외 관계